# Nederlandse Topshots
In het voetbalseizoen 1995-1996 kwamen er Nederlandse Topshots (Flippo's met afbeeldingen van voetballers) op de markt. Van elke ploeg uit de Nederlandse Eredivisie waren er 11 topshots. Deze pagina geeft een overzicht.

## Clubs

### Ajax
1. Edwin van der Sar
2. Michael Reiziger
3. Danny Blind
4. Frank de Boer
5. Winston Bogarde
6. Ronald de Boer
7. Jari Litmanen
8. Edgar Davids
9. Finidi George
10. Patrick Kluivert
11. Marc Overmars

### Feyenoord
1. Ed de Goey
2. Clemens Zwijnenberg
3. Ulrich van Gobbel
4. Ronald Koeman
5. Rob Witschge
6. Ruud Heus
7. Peter Bosz
8. Orlando Trustfull
9. Giovanni van Bronckhorst
10. Henrik Larsson
11. Regi Blinker

### Fortuna Sittard
1. Arno van Zwam
2. Urvin Lee
3. Robert Roest
4. Dominique Vergoossen
5. Willy Boessen
6. Mark van Bommel
7. Robert Loontjes
8. Mark Burke
9. André van der Zander
10. Ronald Hamming
11. Regillio Simons

### Go Ahead Eagles
1. Jan Bos
2. Dennis Hulshoff
3. Cees Marbus
4. Arno Hofstede
5. Gijs Steinmann
6. Marcel Valk
7. Jan Michels
8. Mark Schenning
9. Marco Heering
10. Toine Rorije
11. Serghei Clescenco

### De Graafschap
1. Ron Olyslager
2. Fabian Wilnis
3. Jan Oosterhuis
4. Reinder Hendriks
5. Olaf Lindenbergh
6. Erik Redeker
7. Patrick Paauwe
8. Edwin Godee
9. Raymond Victoria
10. Virgil Breetveld
11. René van den Brink

### Groningen
1. Patrick Lodewijks
2. Roël Liefden
3. Warry van Wattum
4. Erwin Koeman
5. Joop Gall
6. Dean Gorré
7. Harris Huizingh
8. Raymond Beerens
9. Edwin de Kruyff
10. Mariano Bombarda
11. Romano Sion

### Heerenveen
1. Carlo l'Ami
2. Michel Doesburg
3. Johan Hansma
4. Roberto Straal
5. Tom Sier
6. Jon Dahl Tomasson
7. Alex Pastoor
8. Erik Tammer
9. Jeffrey Talan
10. Erik Regtop
11. Romeo Wouden

### NAC
1. John Karelse
2. Maarten Atmodikoro
3. Marco Sas
4. Jan Gaasbeek
5. Tony Vidmar
6. Sander Oostrom
7. Kees van Wonderen
8. Twan Scheepers
9. Graham Arnold
10. Ton Lokhoff
11. Yassine Abdellaoui

### NEC
1. Wilfried Brookhuis
2. Mark Verhoeven
3. Juan Viedma Schenkhuizen
4. Cees Lok
5. Luuk Maes
6. Ulrich Cruden
7. Patrick van Diemen
8. Anton Janssen
9. Antti Sumiala
10. Jeffrey Kooistra
11. Pavel Mikhalevitch

### PSV
1. Ronald Waterreus
2. Chris van der Weerden
3. Stan Valckx
4. Jan Wouters
5. Arthur Numan
6. Marciano Vink
7. Wim Jonk
8. Phillip Cocu
9. Boudewijn Pahlplatz
10. Ronaldo
11. Luc Nilis

### RKC
1. Hans Vonk
2. Leon Hutten
3. Marcel Brands
4. Jurgen Streppel
5. Ramon van Haaren
6. Željko Petrović
7. Romeo van Aerde
8. Alfred Schreuder
9. Clyde Wijnhard
10. Hans van Arum
11. Dick Schreuder

### Roda JC
1. Ruud Hesp
2. Ger Senden
3. Johan de Kock
4. Marco van Hoogdalem
5. René Trost
6. Barry van Galen
7. Eric van der Luer
8. Arno Doomernik
9. Edwin Vurens
10. Maurice Graef
11. Richard Roelofsen

### Sparta Rotterdam
1. Edward Metgod
2. Jerry Smith
3. Gérard de Nooijer
4. John Veldman
5. Dennis de Bruin
6. Nico Jalink
7. Alfons Groenendijk
8. Dennis Krijgsman
9. Arjan van der Laan
10. Dennis de Nooijer
11. Carlos Fortes

### FC Twente
1. Sander Boschker
2. Niels Oude Kamphuis
3. Nico-Jan Hoogma
4. Michel Boerebach
5. Jeroen Heubach
6. Paul Bosvelt
7. Jan van Halst
8. Arnold Bruggink
9. Rik Platvoet
10. Michael Mols
11. Joeri Petrov

### FC Utrecht
1. Jan Willem van Ede
2. Ferdi Vierklau
3. Erik ten Hag
4. David Nascimento
5. Eric van Kessel
6. Robert Wijnands
7. Marcel van der Net
8. Ab Plugboer
9. Peter Hofstede
10. Hans Visser
11. Dries Boussatta

### Vitesse
1. Abe Knoop
2. Edward Sturing
3. Theo Bos
4. Erwin van de Looi
5. Arjan Vermeulen
6. Carlos van Wanrooy
7. Edwin Gorter
8. Martin Laamers
9. Bart Latuheru
10. Roy Makaay
11. Louis Laros

### FC Volendam
1. Edwin Zoetebier
2. Elroy Kromheer
3. René Binken
4. Robert Molenaar
5. Pascal Jongsma
6. Johan Steur
7. Jorg Smeets
8. Björn Lindenbergh
9. Erik van Veldhuizen
10. Ivika Vukov
11. Radoslav Samardžić

### Willem II
1. Jim van Fessem
2. Dave Smits
3. John Feskens
4. Jaap Stam
5. Adri Bogers
6. Jean-Paul van Gastel
7. Henry van der Vegt
8. Arne van de Berg
9. John Lammers
10. Jack de Gier
11. Earnest Stewart

Opmerkingen
2 spelers zijn reeds overleden:
- Theo Bos op 28 februari 2013
- Joeri Petrov op 28 april 2023